# وبذر
وبذر هي قرية في مقاطعة كرج، إيران. عدد سكان هذه القرية هو 2,832 في سنة 2006.